# جما زهي كوه ديم
جما زهي كوه ديم (بالفارسية: جما زهی کوه دیم) هي قرية تقع في منطقة بولان في إيران. يقدر عدد سكانها بـ 251 نسمة بحسب إحصاء 2016.